# Chloé Zhao
Chloé Zhao, pseudonimo di Zhao Ting (趙婷T, 赵婷S, Zhào TíngP; Pechino, 31 marzo 1982), è una regista, sceneggiatrice, produttrice cinematografica e montatrice cinese naturalizzata statunitense.
Nel 2021 ottiene il plauso di pubblico e critica grazie al film Nomadland, con il quale si è aggiudicata il Premio Oscar per il miglior film e per il miglior regista, diventando la seconda donna a trionfare in quest'ultima categoria. Per lo stesso film ha inoltre vinto il Leone d'oro al miglior film alla Mostra internazionale d'arte cinematografica, il Golden Globe, il British Academy Film Awards, il Directors Guild of America Award come miglior regista, diventando la seconda donna e la prima di origine asiatica a vincere la categoria ad ogni corpo di premiazione.
La regista ha debuttato nel Marvel Cinematic Universe con il film Eternals, distribuito nel novembre 2021.

## Biografia
Nata a Pechino da padre dirigente d'acciaieria e madre infermiera, Zhao è affascinata fin da giovane dalla cultura occidentale, ottenendo a 15 anni di poter studiare in un collegio a Londra. Completa gli studi superiori a Los Angeles, per poi iscriversi all'università di arti liberali di Mount Holyoke, nel Massachusetts, dove ottiene un bachelor's degree in scienze politiche. Dopo alcuni brevi impieghi nel settore pubblicitario e immobiliare, oltre che come barista, studia cinema alla Tisch School of the Arts dell'università di New York.

### Carriera
Tra il 2008 e il 2011, Zhao scrive, dirige, monta e produce alcuni cortometraggi, presentati a diversi festival statunitensi. Esordisce nel 2015 come regista del lungometraggio Songs My Brothers Taught Me, che scrive, monta e co-produce, su due fratelli Sioux Lakota che, in una riserva indiana del Dakota del Sud, si ritrovano ad affrontare l'improvvisa morte del padre. Il film viene presentato in concorso al Sundance Film Festival e alla Quinzaine des Réalisateurs del 68º Festival di Cannes, ottenendo anche una candidatura come miglior film d'esordio agli Independent Spirit Awards 2016.
Nel 2017 scrive, dirige e co-produce The Rider - Il sogno di un cowboy, su di un giovane mandriano che si trova a ripensare la sua vita dopo che un incidente quasi fatale pone fine alla sua carriera nei rodei. Così come nel suo film precedente, Zhao vi utilizza un cast composto per la maggior parte da attori non professionisti, tra cui il protagonista Brady Jandreau, un mandriano che aveva conosciuto durante le riprese di Songs My Brothers Taught Me e la cui vicenda personale è stata alla base della storia del film, in cui Jandreau interpreta proprio una versione in parte fittizia di se stesso. Presentato alla Quinzaine del 70º Festival di Cannes, il film ottiene il plauso della critica e quattro candidature agli Independent Spirit Awards.
Nel 2020 scrive, dirige, co-produce e monta Nomadland, pellicola interpretata da Frances McDormand, con cui vince il Leone d'oro alla 77ª Mostra internazionale d'arte cinematografica di Venezia, il Golden Globe per il miglior film drammatico e miglior regista e tre Oscar per miglior film, miglior regia e migliore attrice protagonista a Frances McDormand.
Il suo primo progetto al di fuori del cinema indipendente è Eternals, un film di supereroi sugli Eterni scritto insieme a Patrick Burleigh e prodotto dai Marvel Studios, distribuito nelle sale italiane il 3 novembre 2021 e negli Stati Uniti d'America due giorni dopo, il 5 novembre.

## Filmografia

### Regista

#### Lungometraggi
- Songs My Brothers Taught Me (2015)
- The Rider - Il sogno di un cowboy (2017)
- Nomadland (2020)
- Eternals (2021)

#### Cortometraggi
- Post (2008)
- The Atlas Mountains (2009)
- Daughters (2010)
- Benachin (2011)

### Sceneggiatrice
- Post – cortometraggio (2008)
- The Atlas Mountains – cortometraggio (2009)
- Daughters – cortometraggio (2010)
- Songs My Brothers Taught Me (2015)
- The Rider - Il sogno di un cowboy (The Rider) (2017)
- Nomadland (2020)
- Eternals (2021)

### Produttrice
- Helen's First Date in Two Years, regia di Matthew Mendelson – cortometraggio (2008)
- Post – cortometraggio (2008)
- The Atlas Mountains – cortometraggio (2009)
- Simple Pleasures, regia di Matthew Mendelson – cortometraggio (2009)
- Daughters – cortometraggio (2010)
- Songs My Brothers Taught Me (2015)
- The Rider - Il sogno di un cowboy (The Rider) (2017)
- Nomadland (2020)

### Montatrice
- Post – cortometraggio (2008)
- The Atlas Mountains – cortometraggio (2009)
- Songs My Brothers Taught Me (2015)
- Nomadland (2020)
- Eternals (2021)

## Riconoscimenti
- Premi Oscar
  - 2021 – Miglior film per Nomadland
  - 2021 – Miglior regista per Nomadland
  - 2021 – Candidatura per la migliore sceneggiatura non originale per Nomadland
  - 2021 – Candidatura per il miglior montaggio per Nomadland

- Golden Globe
  - 2021 – Miglior film drammatico per Nomadland
  - 2021 – Miglior regista per Nomadland
  - 2021 – Candidatura per la migliore sceneggiatura per Nomadland

- Premio BAFTA
  - 2021 – Miglior film per Nomadland
  - 2021 – Miglior regista per Nomadland
  - 2021 – Candidatura per la migliore sceneggiatura non originale per Nomadland
  - 2021 – Candidatura per il miglior montaggio per Nomadland